# Hexatoma (Eriocera) velveta
Hexatoma (Eriocera) velveta is een tweevleugelige uit de familie steltmuggen (Limoniidae). De soort komt voor in het Nearctisch gebied.